# 미국의 삼합점 및 사합점 목록
다음 목록은 미국 영토 전체에 있는 삼합점 및 사합점 목록이다.

## 주별로 접하는 주 목록
| 순위 | 주명             | 접하는 주 수 | 접하는 주 목록                                                               | 비고 |
| ---- | ---------------- | ------------ | ---------------------------------------------------------------------------- | --- |
| 1    | 테네시           | 8            | 앨라배마, 아칸소, 조지아, 켄터키, 미시시피, 미주리, 노스캐롤라이나, 버지니아 | |
| 2    | 켄터키           | 7            | 일리노이, 인디애나, 미주리, 오하이오, 테네시, 버지니아, 웨스트버지니아       | |
| 2    | 미주리           | 7            | 아칸소, 일리노이, 아이오와, 캔자스, 켄터키, 네브래스카, 오클라호마           | |
| 4    | 아칸소           | 6            | 루이지애나, 미시시피, 미주리, 오클라호마, 테네시, 텍사스                     | |
| 4    | 콜로라도         | 6            | 캔자스, 네브래스카, 뉴멕시코, 오클라호마, 유타, 와이오밍                     | |
| 4    | 아이다호         | 6            | 몬태나, 네바다, 오리건, 유타, 워싱턴, 와이오밍                               | 북쪽으로 캐나다의 브리티시컬럼비아와 접한다. |
| 4    | 아이오와         | 6            | 일리노이, 미네소타, 미주리, 네브래스카, 사우스다코타, 위스콘신               | |
| 4    | 네브래스카       | 6            | 콜로라도, 아이오와, 캔자스, 미주리, 사우스다코타, 와이오밍                   | |
| 4    | 오클라호마       | 6            | 아칸소, 콜로라도, 캔자스, 미주리, 뉴멕시코, 텍사스                           | |
| 4    | 펜실베이니아     | 6            | 델라웨어, 메릴랜드, 뉴저지, 뉴욕, 오하이오, 웨스트버지니아                   | 북쪽으로 이리호와 접하며, 이리호를 건너서 캐나다의 온타리오와 접한다. |
| 4    | 사우스다코타     | 6            | 아이오와, 미네소타, 몬태나, 네브래스카, 노스다코타, 와이오밍                 | |
| 4    | 와이오밍         | 6            | 콜로라도, 아이다호, 몬태나, 네브래스카, 사우스다코타, 유타                   | |
| 13   | 조지아           | 5            | 앨라배마, 플로리다, 노스캐롤라이나, 사우스캐롤라이나, 테네시                 | 동쪽으로 대서양과 접한다. |
| 13   | 일리노이         | 5            | 인디애나, 아이오와, 켄터키, 미주리, 위스콘신                                 | 동쪽으로 미시간호와 접하고, 미시간호를 건너서 미시간과 접한다. |
| 13   | 매사추세츠       | 5            | 코네티컷, 뉴햄프셔, 뉴욕, 로드아일랜드, 버몬트                               | 동쪽으로 대서양과 접한다. |
| 13   | 네바다           | 5            | 애리조나, 캘리포니아, 아이다호, 오리건, 유타                                 | |
| 13   | 뉴욕             | 5            | 코네티컷, 매사추세츠, 뉴저지, 펜실베이니아, 버몬트                           | 남쪽으로 대서양과 접하고, 북쪽으로 캐나다의 온타리오와 퀘벡과 접한다. 또한, 서쪽으로 온타리오호와 이리호가 접한다.                                                                     |
| 13   | 오하이오         | 5            | 인디애나, 켄터키, 미시간, 뉴욕, 펜실베이니아                                 | 북쪽으로 이리호와 접하며, 이리호를 건너서 캐나다의 온타리오와 접한다. |
| 13   | 유타             | 5            | 애리조나, 콜로라도, 아이다호, 네바다, 와이오밍                               | |
| 13   | 버지니아         | 5            | 켄터키, 메릴랜드, 노스캐롤라이나, 테네시, 웨스트버지니아                     | 북쪽으로 워싱턴 D.C.와도 접하며, 동쪽으로 대서양과 접한다. |
| 13   | 웨스트버지니아   | 5            | 켄터키, 메릴랜드, 오하이오, 펜실베이니아, 버지니아                           | |
| 22   | 앨라배마         | 4            | 플로리다, 조지아, 미시시피, 테네시                                           | 남쪽으로 멕시코만과 접한다. |
| 22   | 애리조나         | 4            | 캘리포니아, 네바다, 뉴멕시코, 유타                                           | 남쪽으로 멕시코의 소노라하고, 바하칼리포르니아와 접한다. |
| 22   | 인디애나         | 4            | 일리노이, 켄터키, 미시간, 오하이오                                           | 북쪽으로 미시간호와 접한다. |
| 22   | 캔자스           | 4            | 콜로라도, 미주리, 네브래스카, 오클라호마                                     | |
| 22   | 메릴랜드         | 4            | 델라웨어, 펜실베이니아, 버지니아, 웨스트버지니아                             | 남쪽으로 워싱턴 D.C.와도 접한다. |
| 22   | 미네소타         | 4            | 아이오와, 노스다코타, 사우스다코타, 위스콘신                                 | 동쪽으로 슈피리어호와 접하며, 슈피리어호를 건너서 미시간과도 접한다. 또한, 북쪽으로 캐나다의 온타리오와 매니토바와 접한다.                                                             |
| 22   | 미시시피         | 4            | 앨라배마, 아칸소, 루이지애나, 테네시                                         | 남쪽으로 멕시코만과 접한다. |
| 22   | 몬태나           | 4            | 아이다호, 노스다코타, 사우스다코타, 와이오밍                                 | 북쪽으로 캐나다의 브리티시컬럼비아, 앨버타, 서스캐처원과 접한다. |
| 22   | 뉴멕시코         | 4            | 애리조나, 콜로라도, 오클라호마, 텍사스                                       | 남쪽으로 멕시코의 소노라하고 치와와와 접한다. |
| 22   | 노스캐롤라이나   | 4            | 조지아, 사우스캐롤라이나, 테네시, 버지니아                                   | 동쪽으로 대서양과 접한다. |
| 22   | 오리건           | 4            | 캘리포니아, 아이다호, 네바다, 워싱턴                                         | 서쪽으로 태평양과 접한다. |
| 22   | 텍사스           | 4            | 아칸소, 루이지애나, 뉴멕시코, 오클라호마                                     | 남쪽으로 멕시코의 타마울리파스, 누에보레온, 코아우일라, 치와와와 접하며, 바다로 멕시코만과도 접한다.                                                                                   |
| 22   | 위스콘신         | 4            | 일리노이, 미시간, 미네소타, 아이오와                                         | 동쪽으로 미시간호와 접하고, 북쪽으로 슈피리어호와 접하며, 슈피리어호를 건너서 캐나다의 온타리오와 접한다.                                                                              |
| 35   | 캘리포니아       | 3            | 애리조나, 네바다, 오리건                                                     | 서쪽으로 태평양과 접하고, 남쪽으로 멕시코의 바하칼리포르니아와 접한다. |
| 35   | 코네티컷         | 3            | 매사추세츠, 뉴욕, 로드아일랜드                                               | 남쪽으로 롱아일랜드 해협과 접하며, 해협 건너서도 뉴욕과 접한다. |
| 35   | 델라웨어         | 3            | 메릴랜드, 뉴저지, 펜실베이니아                                               | 동쪽으로 대서양과 접한다. |
| 35   | 루이지애나       | 3            | 아칸소, 미시시피, 텍사스                                                     | 남쪽으로 멕시코만과 접한다. |
| 35   | 미시간           | 3            | 인디애나, 오하이오, 위스콘신                                                 | 동쪽으로 캐나다의 온타리오하고 휴런호와 접하고, 서쪽으로 미시간호와 접한다. 또한, 북쪽으로 슈피리어호와 접하며, 미시간호를 건너서 일리노이하고, 슈피리어호를 건너서 미네소타와 접한다. |
| 35   | 뉴햄프셔         | 3            | 메인, 매사추세츠, 버몬트                                                     | 북쪽으로 캐나다의 퀘벡과 접하고, 동쪽으로 대서양과 접한다. |
| 35   | 뉴저지           | 3            | 델라웨어, 뉴욕, 펜실베이니아                                                 | 동쪽으로 대서양과 접한다. |
| 35   | 노스다코타       | 3            | 미네소타, 몬태나, 사우스다코타                                               | 북쪽으로 캐나다의 매니토바하고 서스캐처원과 접한다. |
| 35   | 버몬트           | 3            | 매사추세츠, 뉴햄프셔, 뉴욕                                                   | 북쪽으로 캐나다의 퀘벡과 접한다. |
| 44   | 플로리다         | 2            | 앨라배마, 조지아                                                             | 서쪽과 남쪽으로 멕시코만과 접하고, 동쪽으로 대서양과 접한다. |
| 44   | 로드아일랜드     | 2            | 코네티컷, 매사추세츠                                                         | 남쪽으로 대서양과 접한다. |
| 44   | 사우스캐롤라이나 | 2            | 조지아, 노스캐롤라이나                                                       | 동쪽으로 대서양과 접한다. |
| 44   | 워싱턴           | 2            | 아이다호, 오리건                                                             | 북쪽으로 캐나다의 브리티시컬럼비아와 접하고, 서쪽으로 태평양과 접한다. |
| 48   | 메인             | 1            | 뉴햄프셔                                                                     | 남쪽으로 대서양과 접하고, 북쪽으로 캐나다의 퀘벡과 접하며, 동쪽으로 캐나다의 뉴브런즈윅하고 펀디만과 접한다. 또한, 펀디만을 건너서 캐나다의 노바스코샤와 접한다.                       |
| 49   | 알래스카         | 0            | (없음)                                                                       | 동쪽으로 캐나다의 브리티시컬럼비아하고 유콘 준주와 접하고, 서쪽으로 베링해하고 추크치해와 접하며, 남쪽으로 알래스카만과 접한다.                                                        |
| 49   | 하와이           | 0            | (없음)                                                                       | 사방으로 태평양과 접한다. |

## 삼합점·사합점 목록

### 삼합점 목록
| 구분 | 주 1           | 주 2           | 주 3             | 비고 |
| ---- | -------------- | -------------- | ---------------- | ---- |
| 1    | 앨라배마       | 플로리다       | 조지아           |      |
| 2    | 앨라배마       | 조지아         | 테네시           |      |
| 3    | 앨라배마       | 미시시피       | 테네시           |      |
| 4    | 애리조나       | 캘리포니아     | 네바다           |      |
| 5    | 애리조나       | 네바다         | 유타             |      |
| 6    | 아칸소         | 루이지애나     | 미시시피         |      |
| 7    | 아칸소         | 루이지애나     | 텍사스           |      |
| 8    | 아칸소         | 미시시피       | 테네시           |      |
| 9    | 아칸소         | 미주리         | 테네시           |      |
| 10   | 아칸소         | 미주리         | 오클라호마       |      |
| 11   | 아칸소         | 오클라호마     | 텍사스           |      |
| 12   | 캘리포니아     | 네바다         | 오리건           |      |
| 13   | 콜로라도       | 캔자스         | 네브래스카       |      |
| 14   | 콜로라도       | 캔자스         | 오클라호마       |      |
| 15   | 콜로라도       | 네브래스카     | 와이오밍         |      |
| 16   | 콜로라도       | 뉴멕시코       | 오클라호마       |      |
| 17   | 콜로라도       | 유타           | 와이오밍         |      |
| 18   | 코네티컷       | 매사추세츠     | 뉴욕             |      |
| 19   | 코네티컷       | 매사추세츠     | 로드아일랜드     |      |
| 20   | 델라웨어       | 메릴랜드       | 펜실베이니아     |      |
| 21   | 델라웨어       | 뉴저지         | 펜실베이니아     |      |
| 22   | 조지아         | 노스캐롤라이나 | 사우스캐롤라이나 |      |
| 23   | 조지아         | 노스캐롤라이나 | 테네시           |      |
| 24   | 아이다호       | 몬태나         | 와이오밍         |      |
| 25   | 아이다호       | 네바다         | 오리건           |      |
| 26   | 아이다호       | 네바다         | 유타             |      |
| 27   | 아이다호       | 오리건         | 워싱턴           |      |
| 28   | 아이다호       | 유타           | 와이오밍         |      |
| 29   | 일리노이       | 인디애나       | 켄터키           |      |
| 30   | 일리노이       | 아이오와       | 미주리           |      |
| 31   | 일리노이       | 아이오와       | 위스콘신         |      |
| 32   | 일리노이       | 켄터키         | 미주리           |      |
| 33   | 인디애나       | 켄터키         | 오하이오         |      |
| 34   | 인디애나       | 미시간         | 오하이오         |      |
| 35   | 아이오와       | 미네소타       | 사우스다코타     |      |
| 36   | 아이오와       | 미네소타       | 위스콘신         |      |
| 37   | 아이오와       | 미주리         | 네브래스카       |      |
| 38   | 아이오와       | 네브래스카     | 사우스다코타     |      |
| 39   | 캔자스         | 미주리         | 네브래스카       |      |
| 40   | 캔자스         | 미주리         | 오클라호마       |      |
| 41   | 켄터키         | 미주리         | 테네시           |      |
| 42   | 켄터키         | 오하이오       | 웨스트버지니아   |      |
| 43   | 켄터키         | 테네시         | 버지니아         |      |
| 44   | 켄터키         | 버지니아       | 웨스트버지니아   |      |
| 45   | 메릴랜드       | 펜실베이니아   | 웨스트버지니아   |      |
| 46   | 메릴랜드       | 버지니아       | 웨스트버지니아   |      |
| 47   | 매사추세츠     | 뉴햄프셔       | 버몬트           |      |
| 48   | 매사추세츠     | 뉴욕           | 버몬트           |      |
| 49   | 미네소타       | 노스다코타     | 사우스다코타     |      |
| 50   | 몬태나         | 노스다코타     | 사우스다코타     |      |
| 51   | 몬태나         | 사우스다코타   | 와이오밍         |      |
| 52   | 네브래스카     | 사우스다코타   | 와이오밍         |      |
| 53   | 뉴저지         | 뉴욕           | 펜실베이니아     |      |
| 54   | 뉴멕시코       | 오클라호마     | 텍사스           |      |
| 55   | 노스캐롤라이나 | 테네시         | 버지니아         |      |
| 56   | 오하이오       | 펜실베이니아   | 웨스트버지니아   |      |

### 사합점 목록
| 구분 | 주 1     | 주 2     | 주 3     | 주 4 | 비고                                                                            |
| ---- | -------- | -------- | -------- | ---- | ------------------------------------------------------------------------------- |
| 1    | 애리조나 | 콜로라도 | 뉴멕시코 | 유타 | 애리조나와 콜로라도는 서로 접하지 않으며, 뉴멕시코와 유타도 서로 접하지 않는다. |

## 같이 보기
- 삼합점 목록